# Paolo Lorenzi
Paolo Lorenzi (Roma, 15 de Dezembro de 1981) é um tenista profissional italiano, já veterano conseguiu seu melhor resultado em uma temporada, em 2009 ao vencer cinco challengers, e aproveitar a gira italiana, mesmo assim entrou no top 90 da ATP, sendo número 83° do mundo no fim de 2009. Tendo sido vice campeao do ATP 250 de Umag, em 2017, sendo derrotado pelo russo Andrey Rublev em sets diretos, 
6x4 6x2.

## ATP Tour finais

### Simples: 1 (1 vice)
| Legenda                           |
| --------------------------------- |
| Grand Slam (0–0)                  |
| ATP World Tour Finals (0–0)       |
| ATP World Tour Masters 1000 (0–0) |
| ATP World Tour 500 Series (0–0)   |
| ATP World Tour 250 Series (0–1)   |

| Finais por piso |
| --------------- |
| Duro (0–0)      |
| Saibro (0–1)    |
| Grama (0–0)     |
| Carpete (0–0)   |

| Resultado | N. | Data         | Torneio                        | Piso   | Oponente          | Placar        |
| --------- | -- | ------------ | ------------------------------ | ------ | ----------------- | ------------- |
| Vice      | 1. | 2 Março 2014 | Brasil Open, São Paulo, Brasil | Saibro | Federico Delbonis | 6–4, 3–6, 4–6 |

### Duplas: 2 (1 título, 1 vice)
| Campeão                           |
| --------------------------------- |
| Grand Slam (0–0)                  |
| ATP World Tour Finals (0–0)       |
| ATP World Tour Masters 1000 (0–0) |
| ATP World Tour 500 Series (0–0)   |
| ATP World Tour 250 Series (1–1)   |

| Títulos por piso |
| ---------------- |
| Duro (0–0)       |
| Saibro (1–1)     |
| Grama (0–0)      |
| Carpete (0–0)    |

| Resultado | N. | Data              | Torneio                        | Piso   | Parceiro          | Oponentes                         | Placar   |
| --------- | -- | ----------------- | ------------------------------ | ------ | ----------------- | --------------------------------- | -------- |
| Campeão   | 1. | 10 Fevereiro 2013 | VTR Open, Viña del Mar, Chile  | Saibro | Potito Starace    | Juan Mónaco Rafael Nadal          | 6–2, 6–4 |
| Vice      | 1. | 15 Fevereiro 2015 | Brasil Open, São Paulo, Brasil | Saibro | Diego Schwartzman | Juan Sebastián Cabal Robert Farah | 4–6, 2–6 |